# فلاديمير بتريتش
فلاديمير بتريتش (بالصربية: Владимир Петрић)‏ مواليد 5 أغسطس 1975 في فاليفو، يوغوسلافيا، هو لاعب كرة يد صربي يلعب كظهير أيمن. مثل منتخب صربيا لكرة اليد. حقق المركز الثالث في بطولة العالم لكرة اليد للرجال 1999.

## المسيرة الاحترافية
لعب مع نادي فيسبرم لكرة اليد في موسم 1999–2000، ثم لعب مع نادي بورتو لكرة اليد في الدوري البرتغالي من سنة 2000 إلى 2005، ثم لعب مع نادي إنكانتادا لكرة اليد في الدوري الإسباني في موسم 2008–2009، ثم لعب مع سبورتينغ كلاب في الدوري البرتغالي من سنة 2009 إلى 2011، ثم لعب مع نادي فاردار لكرة اليد من سنة 2011 إلى 2015.

## الميداليات
| الميدالية | المسابقة                           |
| --------- | ---------------------------------- |
| برونزية   | بطولة العالم لكرة اليد للرجال 1999 |

## روابط خارجية
- فلاديمير بتريتش على موقع الاتحاد الأوروبي لكرة اليد (الإنجليزية)